# Прогресс М-УМ

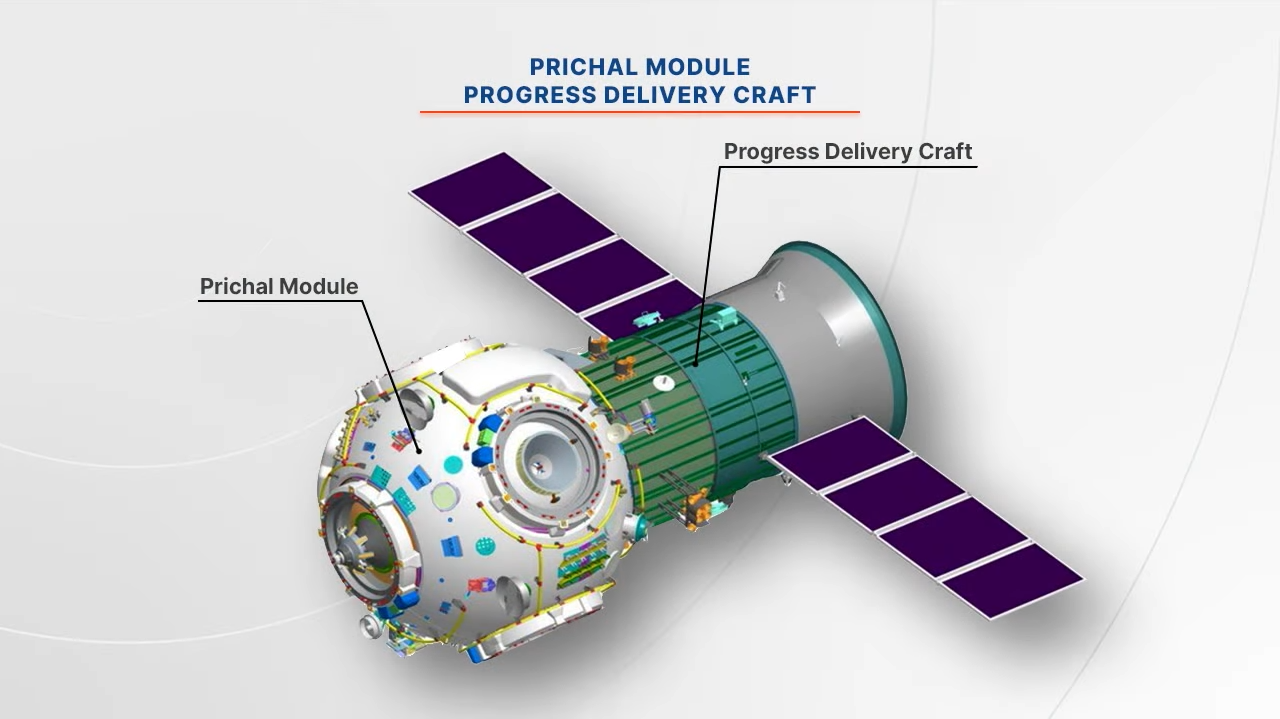
Схематическое изображение корабля

Прогресс М-УМ — специально модифицированный космический корабль «Прогресс М» (серийный номер 448), использованный Роскосмосом для доставки узлового модуля «Причал» на Российский орбитальный сегмент (РОС) Международной космической станции (МКС). Это 171-й полёт космического корабля «Прогресс».

## Особенности конструкции
Транспортный корабль «Прогресс М-УМ» состоит из приборно-агрегатного отсека, переходной проставки и модуля «Причал». Всего на «Причале» 6 портов. Пять портов являются пассивными стыковочными узлами, обеспечивающими стыковку к нему кораблей «Союз» и «Прогресс», а также более тяжёлых модулей и будущих космических аппаратов с модифицированными системами стыковки. Шестой порт оснащён активной ССВП-М (12 защёлок), которая предназначена для стыковки его с надирным пассивным стыковочным агрегатом системы ССВП-М гермоадаптера модуля «Наука». Противоположный порт модуля задействован для присоединения его к приборно-агрегатному отсеку (ПАО) корабля «Прогресс М-УМ» (на время доставки его к МКС).

## Запуск и стыковка с МКС
«Прогресс М-УМ» был запущен 24 ноября 2021 года, в 16:06 мск с площадки 31/6 космодрома Байконур при помощью ракеты-носителя «Союз-2.1б». После того, как корабль был выведен на орбиту, он начал сближение с МКС, для того, чтобы доставить модуль «Причал» на Международную космическую станцию. Корабль пристыковался активным стыковочным агрегатом системы ССВП-М (12 защёлок) модуля «Причал» к надирному (обращённому к Земле) порту гермоадаптера модуля «Наука». Однако, за сутки до этого на этом порту находилась проставка — временный переходник для стыковки кораблей «Союз» и «Прогресс» системы ССВП (8 защёлок), мешающая этой стыковке. Поэтому, 25 ноября 2021 года, корабль «Прогресс МС-17» удалил эту проставку. После чего, 26 ноября 2021 года в 18:19 мск корабль «Прогресс М-УМ» пристыковал в автоматическом режиме под контролем специалистов Центра управления полетами ЦНИИмаш модуль «Причал» к МКС. 26 ноября 2021 года в 22:39 мск со стороны модулей «Наука» и «Причал» были открыты люки, и космонавты Антон Шкаплеров и Петр Дубров перешли в новый российский модуль «Причал».

## Расширение Российского орбитального сегмента
В полётном манифесте МКС, подготовленном Роскосмосом в конце лета 2020 года, запуск модуля «УМ Причал» был назначен на 6 сентября 2021 года. Однако, 1 декабря 2020 года запуск УМ «Причал» был перенесён на 24 ноября 2021 года.
Модуль «Причал» стал вторым модулем к российского орбитального сегмента, доставленным на МКС в 2021 году. Ранее, аналогичным способом, были доставлены и добавлены в российский орбитальный сегмент два модуля. Модуль «Поиск» (был доставлен на МКС в 2009 году модифицированным космическим кораблём «Прогресс-М 11F615A55». Модуль «Пирс» был доставлен в 2001 году модифицированным космическим кораблём «Прогресс М-СО1».
Для интеграции модулей «Причал» и «Наука» в российский орбитальный сегмент запланированы несколько выходов космонавтов в открытый космос.

## Груз
Масса выведенной на орбиту нагрузки составила 8180 кг. На тот момент это был рекорд массы полезной нагрузки для запусков к МКС на ракете-носителе «Союз-2».
Кроме нового модуля «Причал» для МКС, корабль-модуль доставил на борт МКС около 700 килограммов различных грузов:
- ресурсную аппаратуру
- расходные материалы
- средства водоочистки, медицинского контроля и санитарно-гигиенического обеспечения
- средства технического обслуживания и ремонта
- стандартные рационы питания для экипажа 66-й основной экспедиции.

## Отстыковка и сход с орбиты
Двигательный отсек корабля «Прогресс М-УМ» оставался пристыкованным к станции один месяц. Затем, 23 декабря 2021 года в 2:03 мск этот отсек был отстыкован и сведён с орбиты в атмосферу Земли для уничтожения над южной частью Тихого океана. Уцелевшие фрагменты корабля упали в 07:30 мск на «кладбище космических кораблей» в несудоходной части Тихого океана. При этом освободился надирный порт модуля «Причал» для стыковки к нему российских космических кораблей.

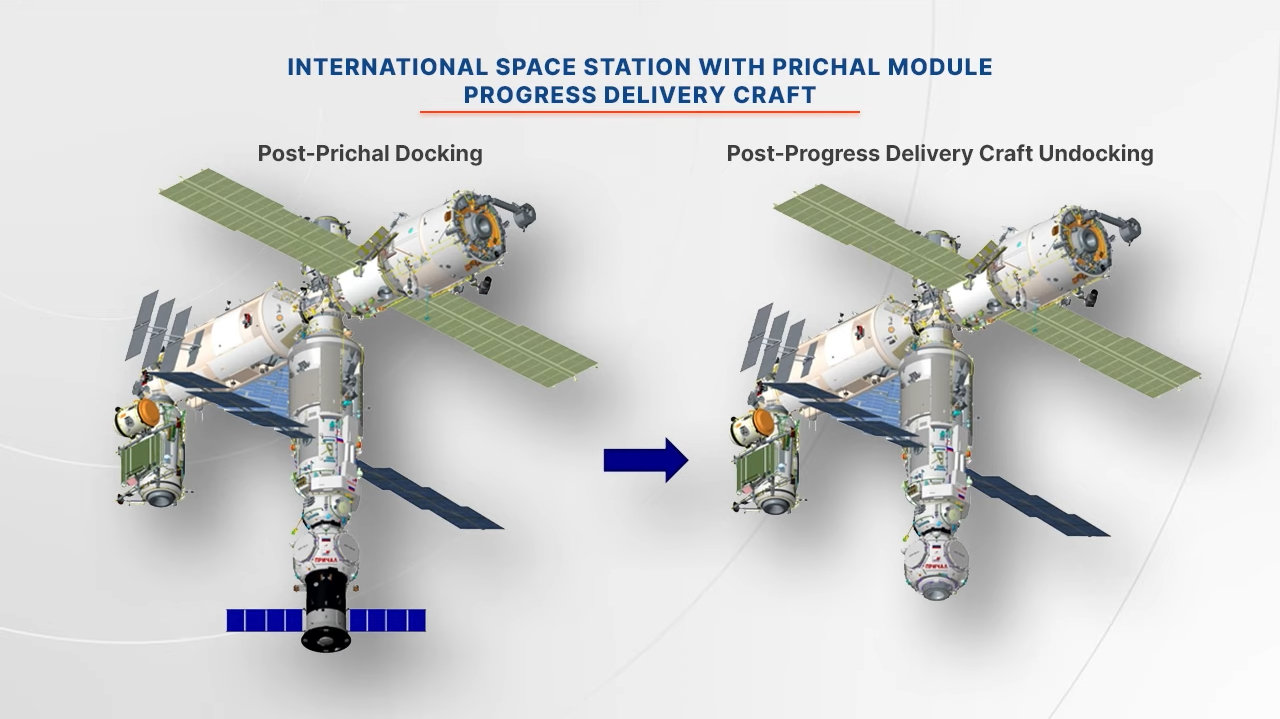
Процесс отстыковки двигательного отсека корабля Прогресс М-УМ от модуля Причал